# دهقان‌آباد، ازبکستان
دهقان‌آباد (ازبک: Dehqonobod، روسی: Дехканабад) یک شهر در استان سیردریا، کشور ازبکستان است. این شهر مرکز اداری شهرستان گلستان، ازبکستان است. جمعیت این شهر در سال ۱۹۸۹ سال ۹۶۸۷ نفر بوده‌است.